# Campeonato Mundial de Halterofilia de 2025
El XC Campeonato Mundial de Halterofilia se celebrará del 1 al 10 de octubre de 2025 en Førde (Noruega) en el año 2025 bajo la organización de la Federación Internacional de Halterofilia (IWF) y la Federación Noruega de Halterofilia.